# 硒酸铈(IV)
硒酸铈(IV)是一种无机化合物，化学式为Ce(SeO4)2。其空间群为Pbca，晶胞参数为a = 9.748 Å，b = 9.174 Å，c = 13.740 Å。
它遇水水解，可以被过氧化氢还原为三价铈。

## 制备
硒酸铈(IV)可由氢氧化铈(IV)和热的硒酸反应得到，从溶液中可结晶出四水合物。